# Read Island Provincial Park
Der Read Island Provincial Park (teilweise auch nur Read Island Park) ist ein Provincial Park im Südwesten der kanadischen Provinz British Columbia. Der etwa 637 Hektar (ha) große Park liegt im Süden von Read Island, einer Insel der Discovery Islands im Strathcona Regional District.

## Anlage
Der Park liegt auf der südwestlichen Halbinsel von Read Island, südlich des Rosen Lake und ist ohne einen Anschluss an das öffentliche Straßennetz. Read Island liegt dabei in den Gewässern der Straße von Georgia zwischen der Ostküste von Vancouver Island und dem Festland mit Bergen der Pacific Ranges. Die nächstgelegene Siedlung ist Heriot Bay, eine kleine unselbständige Siedlung (ein unincorporated populated place), auf dem westlich gelegenen Quadra Island.

## Geschichte
Der Park wurde am 30. April 1996 als einer der Provincial Parks in British Columbia eingerichtet. Im Laufe seines Bestehens wurde mehrmals seine Größe und/oder die Rechtsgrundlage für seinen Schutz geändert.
Wie jedoch grundsätzlich bei allen Provinzparks in British Columbia gilt auch für diesen, dass die Gegend, lange bevor sie von europäischen Einwanderern besiedelt oder sie Teil eines Parks wurde, Jagd- und Siedlungsgebiet verschiedener Gruppen der First Nations war.

## Flora und Fauna
Mit dem Biogeoclimatic Ecological Classification (BEC) Zoning System wird das Ökosystem von British Columbia in verschiedene biogeoklimatische Zonen eingeteilt. Biogeoklimatische Zonen zeichnen sich durch ein grundsätzlich identisches oder sehr ähnliches Klima sowie gleiche oder sehr ähnliche biologische und geologische Voraussetzungen aus. Daraus resultiert in den jeweiligen Zonen dann grundsätzlich auch ein sehr ähnlicher Bestand an Pflanzen und Tieren. Innerhalb dieser Systematik wird der Park der Interior Douglas-Fir Zone zugeordnet.

## Aktivitäten
Der Park verfügt über keine touristische Infrastruktur.